# Battipaglia
Battipaglia es un municipio (comune) italiano en la provincia de Salerno, región de Campania, con 50 925 habitantes.

## Historia de la ciudad de Battipaglia
Antiguamente parte de las colonias de Magna Grecia, el área municipal, como la mayor parte de la costa meridional del Tirreno, fue el sitio de asentamientos estratégicos durante el final de la época republicana y los principios de la época imperial romana. Algunas excavaciones arqueológicas han sacado a la luz varios hallazgos que probablemente datan del siglo III a. C., y que pertenecen a al menos dos villas. Una de ellas estaba ubicada en la proximidad del mar, parte de un complejo termal más grande. La otra se encontraba internamente y probablemente servía como un cinturón productivo entre los cultivos de cereales en la llanura y los cultivos de olivos y viñedos en la colina.
El área recibió su nombre moderno por primera vez en 1080, cuando Roberto Guiscardo confirmó a la Iglesia Católica de Salerno la posesión de tierras entre el río Sele y el río Tusciano. En general, se cree que el nombre Battipaglia está formado por la unión de los términos batti (trillar) y paglia (paja), debido a la actividad de los campesinos en el pasado. Sin embargo, algunos estudiosos plantean la hipótesis de que el nombre podría provenir de Baptipalla, que indicaría un lugar dedicado a la deidad cetónica etrusca Vertumno.
La ciudad de Battipaglia nació formalmente como una colonia agrícola en 1858, año en el que un terremoto sacudió el Valle de Teggiano y Basilicata. A partir del siglo XIX la importancia de Battipaglia creció hasta tal punto, que se desvinculó de la jurisdicción de Éboli fundándose una nueva ciudad, gracias a la contribución de los habitantes y de Alfonso Menna, quien es considerado su fundador, que además ejerció el cargo de alcalde de la ciudad. 
Battipaglia pasó a denominarse como la “nueva ciudad” debido a las operaciones de saneamiento y rehabilitación acontecidas en los años ’30. Posteriormente fue destruida casi por completo a causa de los bombardeos anglo-americanos de 1943, donde perdieron la vida 117 civiles, pero justo después fue reconstruida en un breve periodo de tiempo gracias a sus habitantes, su tenacidad y a los recursos del territorio. De colonia agrícola a municipio rural y nueva ciudad, en 1960, Battipaglia se convirtió en un polo de desarrollo industrial. En 1968 fue incluida en la lista de los cien municipios de Italia que, debido al progreso económico y al desarrollo demográfico, habían contribuido al crecimiento italiano en la historia de los cuarenta años de la república.
Desde finales del siglo XX, el sector industrial se ha agregado al agrario (el área es particularmente conocida por su producción de mozzarella de búfalo), así que varias compañías tecnológicas han establecido fábricas en el barrio industrial de la ciudad.
El 13 de marzo de 2006 el presidente de la República Carlo Azeglio Ciampi confirió a Battipaglia la Medalla de Plata al mérito civil por haber sido un "brillante ejemplo de espíritu de sacrificio y amor patrio".

## Evolución demográfica
| Gráfica de evolución demográfica de Battipaglia entre 1861 y 2011 |
|                                                                   |
| Fuente ISTAT - elaboración gráfica de Wikipedia                   |